# Teisutis Zikaras
Teisutis (Joe) Zikaras (Panevėžys, 5 juli 1922 – Melbourne, 10 mei 1991) was een Australische beeldhouwer. 

## Leven en werk
Zikaras volgde van 1942 tot 1943 een beeldhouwopleiding aan de kunstacademie van Kaunas in Litouwen, waar zijn vader Juozas Zikaras, de maker van het befaamde vrijheidsbeeld van Kaunus (1922), hoofd was. Na de dood van zijn vader in 1944 (zelfmoord) en het einde van de Tweede Wereldoorlog, bracht hij twee jaar door in Duitsland als leraar tekenen en beeldhouwen aan een kunstnijverheidsschool voor vluchtelingen in Freiburg im Breisgau. In 1949 vonden in Europa enkele tentoonstellingen plaats van de Freiburgse vluchtelingen in Amsterdam ("Refugee Art"), Freiburg ("Refugee Art Exhibit", waaraan Zikaras deelnam) en Parijs ("Exhibit of Artists in Exile"). In hetzelfde jaar werd hij als immigrant toegelaten in Australië.
Hij arriveerde in 1949 in Melbourne.  Van 1952 tot 1956 werkte hij als assistent-beeldhouwer aan het Melbourne War Memorial. Hij werd aangesteld als docent beeldhouwen aan het Royal Melbourne Institute of Technology en was lid van de Victorian Sculptors' Society.

## Centre Five group
In 1961 werd tijdens een bijeenkomst, die was georganiseerd door Julius Kane, de Centre Five Group of sculptors of Centre 5 opgericht. De Centre 5 Group werd genoemd naar het vijfpuntenplan, dat tijdens de bijeenkomst werd opgesteld. Deelnemers aan deze afsplitsing van de Victorian Sculptors' Society waren, naast Zikaras, Clifford Last, Inge King, Norma Redpath, Vincas Jomantas, Julius Kane en Lenton Parr. Een van de vijf punten was het contact met het publiek te verbeteren, hetgeen kon worden bereikt door groepsexposities. Door het feit dat zij uit de Sculptors' Society traden, werden hun exposities als concurrentie gezien, hetgeen leidde tot een diepe verdeeldheid in de beeldhouwgemeenschap. De eerste groepstentoonstellingen vonden plaats in 1963, 1964 en 1965. Ook in 1974 en 1984 werden werken van deze beeldhouwers tijdens Centre 5-exposities getoond.

## Werken (selectie)
- Reliëfs (1958) voor het Union House van de Universiteit van Melbourne
- Horseman (1958), McClelland Gallery and Sculpture Park
- Mekanus (1960), particuliere collectie
- Banana Peel (1965), een fontein/sculptuur in Melbourne
- The Lovers (1975), National Gallery of Victoria